# 芒特普萊森特 (新澤西州亨特登縣)
芒特普萊森特（英語：Mount Pleasant）是位於美國新澤西州亨特登縣的非建制地區。

## 歷史
芒特普萊森特的郵局於1825年設立，其後於1912年停運。

## 地理
芒特普萊森特所處的海拔為高於海平面89米（即292英呎），而該地所採用的時區為UTC-5，即北美东部时区（EST）。同時該地設有夏令時間，為UTC-5調快一小時，即UTC-4（EDT）。